# Hameerpura Sikar Greyhound

Stato del Rajastha

L'Hameerpura Sikar Greyhound è una poco nota razza di levriero nel distretto di Sikar in Rajasthan.